# Bis Music
Bis Music ist ein kubanisches Independent-Label mit Sitz in Havanna, das 1996 von Darcy Fernández und Ela Ramos gegründet wurde und einen Teil von Artex bildet. Die Firma übernimmt auch den kubanischen Vertrieb einiger ausländischer Labels und ist der größte Medien-Großhändler der Insel.
Zu den Musikern mit eigenen Veröffentlichungen auf Bis Music gehören etwa Adalberto Álvarez, Haila Mompié, NG La Banda oder Yumurí y sus Hermanos. Außerdem hat Bis Music zahlreiche Compilations herausgebracht. La Rumba Soy Yo, ein Überblick über afrokubanische Rumba, wurde 2001 mit dem Latin Grammy für das beste Folklore-Album ausgezeichnet.